# ناتالیا کامپوس
ناتالیا کامپوس (انگلیسی: Natalia Campos؛ زادهٔ ۱۲ ژانویهٔ ۱۹۹۲) بازیکن فوتبال اهل شیلی است.
وی همچنین در تیم ملی فوتبال زنان شیلی بازی کرده‌است.